# Frankfurter Verlagsgruppe
Die Frankfurter Verlagsgruppe Holding AG ist eine Gruppe von Selbstkosten- bzw. Pseudoverlagsunternehmen für die Erstellung von Selbstpublikationen. Die Gruppe betreut in Deutschland laut eigener Angaben 3.000 Autoren und veröffentlicht pro Jahr bis zu 400 Neuerscheinungen. Sie bezeichnet sich selbst als Teil der Mediengruppe Dr. von Hänsel-Hohenhausen.

## Verlagsgruppe
Die von Markus Hänsel, Jahrgang 1961, gegründete Gruppe ging 1987 aus seinem Unternehmen Dr. Hänsel-Hohenhausen Deutsche Hochschulschriften hervor. Zu der Unternehmensgruppe gehören mit irreführenden Wortmarkenbestandteilen wie „Verlag“ oder „Bibliothek“ die Frankfurter Literaturverlag GmbH, der Fouqué Literaturverlag, der August von Goethe Literaturverlag, der Cornelia Goethe Literaturverlag, die Weimarer Schiller-Presse, die Frankfurter Taschenbuchverlag GmbH, die Public Book Media, die Deutsche Hochschulschriften Dr. Hänsel-Hohenhausen und die Deutsche Bibliothek der Wissenschaften. Zur Mediengruppe Dr. von Hänsel-Hohenhausen direkt gehörte bis 2016 die Brentano-Gesellschaft mbH, die sich als Literaturdienstleister verstand und mit der Cornelia Goethe Akademie einen staatlich zugelassenen Fernunterricht betrieb. Sie veranstaltete zudem einen jährlichen Gedichtwettbewerb, aus dem die „Frankfurter Bibliothek“ hervorging. Diese Dienstleistungen werden seither von der Brentano-Gesellschaft – ein Imprint der Frankfurter Verlagsgruppe AG in Offenbach am Main angeboten.

## Wirtschaftsdaten
Vorsitzender des Aufsichtsrats der Frankfurter Verlagsgruppe ist Michael Montagu-Scott, seine Vorgängerin war die über diese Unternehmensgruppe publizierende Autorin Barbara von Braun-Lacoste, die derzeit noch als Ehrenvorsitzende ausgewiesen ist. Ihre Vorgängerin wiederum als „älteste Aufsichtsratsvorsitzende der Welt“ war von 2003 bis zu ihrem Tod 2010 Ilse Pohl. Die Geschäftsführerin ist Ingrid R. Donath. Die Bilanzsumme der Holding Aktiengesellschaft belief sich im Jahr 2011 auf 397.000 €, im Jahr 2010 auf 559.000 €. Die Bilanzsumme der Tochtergesellschaft Frankfurter Literaturverlag GmbH belief sich im Jahr 2011 auf 680.000 € und im Vorjahr auf 738.000 €. Das Stammkapital beträgt 50.000 €.

## Engagements
1999 verlegte die damalige Goethe-Gesellschaft Frankfurt mbH eine Anthologie zum Goethe-Jubiläum mit dem Titel Im Namen Goethes!, an der sich unter anderem Günter Grass, Friedrich Schorlemmer, Alfred Grosser, Ralph Giordano beteiligten – allerdings im irrigen Glauben, Herausgeber sei die renommierte Goethe-Gesellschaft Weimar.

## Geschäftsmodell
Die unter dem Dach Frankfurter Verlagsgruppe zusammengefassten Unternehmen arbeiten überwiegend als Selbstkosten- bzw. Pseudoverlage, bei denen die Autoren für die Veröffentlichung zahlen. Das Landgericht München I hat dazu festgestellt, dass es sich um „keine Verlage, wie die herkömmlichen Verlage, wie sie im Verständnis auch der interessierten Verkehrskreise aber auch der Allgemeinheit bekannt sind“ handelt. Dieses Urteil wurde vom OLG München, Az.: 4 6 U 2250/09, bestätigt.
Die Geschäftspraxis des Unternehmens führte zu kritischen Äußerungen von Presse und Verbänden, es würden bewusst eine Reihe wohlklingender Namen und Bezeichnungen, die renommierten Verlagen und Vereinigungen sehr ähnlich seien, gewählt, um so potenzielle Autoren zu täuschen. Nach höchstrichterlicher Rechtsprechung indiziert „die in der Wahl der Unternehmensbezeichnungen zum Ausdruck gebrachte Systematik … ein Täuschungsbewusstsein.“
Die Unternehmensgruppe oder ihre Töchter gingen in mehreren Fällen erfolglos gegen kritische Berichterstattung gerichtlich vor. So klagte sie gegen einen Artikel des Autorenhaus Verlags, der Verflechtungen der Unternehmensgruppe unter anderem mit dem Bund Deutscher Schriftsteller, der World Writers Association (WWA) und der Brentano-Gesellschaft Frankfurt mbH nahelegte.
Auch das ZDF berichtete 2006 in seiner Sendung WISO kritisch über Aktivitäten der Unternehmensgruppe, ebenso der Hessische Rundfunk. Die Unternehmensgruppe klagte gegen Wikimedia Deutschland und unterlag im Mai 2008 vor dem Landgericht Köln. Das Urteil wurde am 16. Dezember 2008 durch das Oberlandesgericht Köln bestätigt und ist rechtskräftig. Über hundert Verfahren gegen Kritiker hat die Unternehmensgruppe als Ganzes oder über die Tochtergesellschaften des Unternehmensgründers Hänsel-Hohenhausen, der sich auch „Donatus Prinz von Hohenzollern“ und „Leopold von Emden“ nennt, geführt. Seine Einwände gegen die Bezeichnung „Pseudoverlag“ und „nicht-adliger Namensträger“ wurden von den Gerichten zurückgewiesen.
Trotz der vorausgegangenen gerichtlichen Zurückweisungen behauptete das „August von Goethe Verlag“-Tochterunternehmen bis 2010 auf seiner Webstartseite im Sinne einer Werbeaussage u. a.: „Das erfolgreiche Wirken des AUGUST VON GOETHE LITERATURVERLAGS zu Gunsten der neuen, noch nicht etablierten Autoren regte die Schriftstellergewerkschaft sogar zur Schöpfung des Begriffs „Fairlag“ an.“

Zu diesem Zitat stellte das zu den Unterzeichnern des Aktionsbündnisses für faire Verlage (Fairlag) gehörende Montségur Autorenforum bereits im Juli 2009 fest: „Tatsächlich bezieht sich der Begriff „Fairlag“, wie er von der Schriftstellergewerkschaft und den übrigen Initiatoren des Fairlag-Aktionsbündnisses verwendet wird, ausdrücklich nicht auf den August von Goethe Literaturverlag. Das Bündnis warnt vielmehr ausdrücklich vor Geschäftspraktiken, wie sie bei Pseudoverlagen anzutreffen sind.“